# 자크 마르케트
자크 마르케트(프랑스어: Jacques Marquette, 1637년 6월 1일 ~ 1675년 5월 18일)는 프랑스의 북아메리카 탐험가이자 로마 가톨릭교회 선교사이다. 그는 미시시피강을 여행하는 데 루이 졸리에에게 가입하였다. 그들은 아마 미시시피 상류와 현재의 일리노이주와 위스콘신주의 일부를 탐험한 첫 유럽인들이었을 것이다.

## 어린 시절
랑에서 태어나 예수회 성직자들이 운영하는 학교에 다녔다. 1656년 예수회 교단에 가입하여 프랑스에서 공부하고 가르쳤다. 1666년에 누벨 프랑스에 선교사로 보내졌다.
누벨 프랑스에서 마르케트는 인디언 언어들을 배우는 데 2년의 세월을 보냈다. 1668년 현재 온타리오주에 속하는 수세인트마리에서 오타와족 인디언들 사이에 선교 단체를 설립하였다. 다음해에 그는 슈피리어호에 있는 세인트 에스프릿 선교 양성소에 가서 와이언도트 족과 오타와족 인디언들 사이에 일하였다. 1671년에는 그들과 함께 미시간호 북쪽에 있는 세인트 이그내스 양성소로 이주하였다.
인디언들은 자기들의 말로 "큰 강"을 의미하는 "미시시피"라고 불리는 거대한 강에 대하여 가끔 이야기했다고 한다. 당시만 해도 북아메리카의 지리는 별로 알려지지 않았고 마르케트와 다른 이들은 강이 태평양으로 흘러간다고 생각했다.

## 탐험과 발견

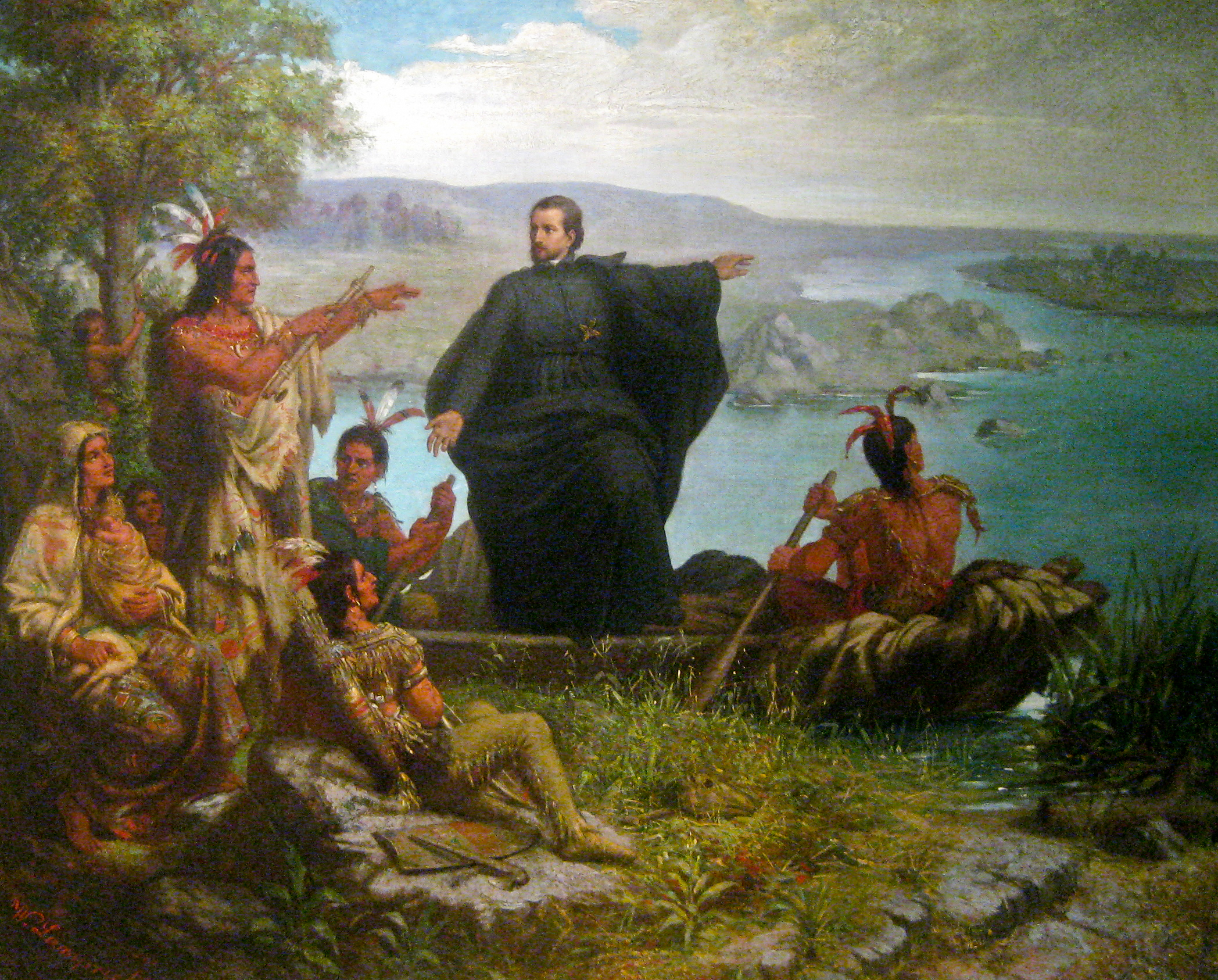
미시시피강의 인디언들과 함께

누벨 프랑스의 총독 루이 드 뷔아드 드 프롱테나크는 미시시피 강이 교역자들을 위하여 극동으로 쉬운 경로를 마련할 것 같은 생각이 들었다. 1673년 그는 강과 그 흔적을 찾기 위해 졸리에를 보냈다. 마르케트는 어떤 인디언 언어를 알아 졸리에와 함께 가게 되었다.
그해 5월에 마르케트, 졸리에와 다른 5명의 남자들은 세인트 이그내스에서 노를 젓고 폭스 강으로 들어가 현재의 위스콘신 주를 지났다. 위스콘신 강의 입구에서 그들은 미시시피 강을 보았다.
탐험가들은 미시시피 강에서 노를 저으면서 그 강이 남쪽으로 흐른다는 것을 알아차렸다. 그들은 태평양보다 멕시코만으로 흐른다고 결정하였다. 가는 길에 그들은 많은 정다운 인디언들을 만났다. 그러나 아칸소 강의 입구에 도달할 때 적대적인 인디언들과 마주쳤다. 친한 인디언이 마르케트에게 강의 멀리 남쪽에 백인들이 살았다고 말하였다. 탐험가들은 이들이 멕시코 만 사이에 정착한 스페인 사람들일 것이라고 알아차린 것이다. 마르케트와 졸리에는 인디언들과 스페인인들이 자신들을 공격할 것이라는 위협을 느껴 원위치로 돌아갔다.
원정대는 미시시피 강에서 일리노이 강으로 올라가서, 거기서 캥커키 강으로 갔다. 그들은 캥커키 강에서 시카고 강으로, 다시 미시간 호로 육로를 여행하였다. 그들의 여행이 5개월이나 걸렸다.

## 마지막 여행
1674년 마르케트는 현재 위스콘신주 그린베이 근처에 카스카스키아 족 인디언들 사이에 선교 양성소를 세웠다. 그러나 그는 병이 들었고 시카고 강에 있는 오두막에서 겨울을 보냈다.
1675년 봄에 도착한 마르케트는 자신의 건강이 악화되었으며, 5월 18일 현재 미시간주 러딩턴 근처에서 사망하였다.